# Independencia (Bolivia)
Independencia (también conocido como Ayopaya) es una localidad y municipio, capital de la provincia de Ayopaya en el Departamento de Cochabamba, Bolivia. Está situada en la Cordillera Cruz Maso, una cresta de la Cordillera oriental, entre el río Negro y el río Ayopaya, a una altitud de 2.633 m s. n. m.

## Clima
El clima está en gran medida controlado por el relieve que va desde 1.400 m s. n. m. hasta los 4.600 m s. n. m. y por su variación latitudinal. Por su situación geográfica el Municipio de Independencia está comprendido en la región tropical. La influencia de la cadena montañosa y de valles truncados ocasiona que las condiciones climáticas sean variables en función directa con la topografía, es decir, con las diferencias de altura existentes en la zona. El criterio principal del clima de los trópicos de borde de montaña como en Independencia, es de naturaleza hídrica. Se cambian los períodos secos y húmedos en el transcurso del año, exceptuando la zona de condensación de las laderas de montaña, donde los vientos ascendentes se condensan y contribuyen a la formación de un microclima característico.
En resumen en el municipio de Independencia se pueden encontrar los siguientes climas:

### Clima templado con invierno seco (Cwb)
Clima templado lluvioso fresco, con invierno seco y verano lluvioso y caluroso en altitudes de 1.700 m s. n. m. (metros sobre el nivel del mar); temperatura media anual igual o mayor a 18 °C, con temperaturas del mes más cálido mayores a 28 °C. Con una precipitación anual mayor a 1.200 mm., corresponde a la región norte-noroeste hasta la parte este de la capital (Independencia) y frío en las alturas de las colinas.

### Clima templado lluvioso a seco (Ebc)
Clima templado lluvioso fresco, con época seca y lluviosa, invierno seco con verano relativamente frío. La temperatura media anual es menor a 14 °C. Con una precipitación anual igual o mayor a 400 mm. Corresponde a las comunidades que se encuentran alrededor de los 3000 m s. n. m. sin vegetación con cubierta de estepa, ichu, thola y yareta que corresponde a la puna Cochabambina.

### Clima de montaña (ETBd)
Clima frío y seco, con una temperatura media anual del mes más cálido menor a 6.5 °C, se ubica en las partes altas de las montañas.
Precipitación pluvial promedio en Independencia
| Parámetros climáticos promedio de Colquechaca                               | Parámetros climáticos promedio de Colquechaca | Parámetros climáticos promedio de Colquechaca | Parámetros climáticos promedio de Colquechaca | Parámetros climáticos promedio de Colquechaca | Parámetros climáticos promedio de Colquechaca | Parámetros climáticos promedio de Colquechaca | Parámetros climáticos promedio de Colquechaca | Parámetros climáticos promedio de Colquechaca | Parámetros climáticos promedio de Colquechaca | Parámetros climáticos promedio de Colquechaca | Parámetros climáticos promedio de Colquechaca | Parámetros climáticos promedio de Colquechaca | Parámetros climáticos promedio de Colquechaca |
| Mes                                                                         | Ene.                                          | Feb.                                          | Mar.                                          | Abr.                                          | May.                                          | Jun.                                          | Jul.                                          | Ago.                                          | Sep.                                          | Oct.                                          | Nov.                                          | Dic.                                          | Anual                                         |
| --------------------------------------------------------------------------- | --------------------------------------------- | --------------------------------------------- | --------------------------------------------- | --------------------------------------------- | --------------------------------------------- | --------------------------------------------- | --------------------------------------------- | --------------------------------------------- | --------------------------------------------- | --------------------------------------------- | --------------------------------------------- | --------------------------------------------- | --------------------------------------------- |
| Precipitación total (mm)                                                    | 155                                           | 154                                           | 98                                            | 29                                            | 15                                            | 13                                            | 12                                            | 26                                            | 46                                            | 51                                            | 59                                            | 129                                           | 787                                           |
| Fuente: 'Plan de Ordenamiento Territorial, CLAS – PREFECTURA DE COCHABAMBA' |                                               |                                               |                                               |                                               |                                               |                                               |                                               |                                               |                                               |                                               |                                               |                                               |                                               |

Climograma de Independencia. Fuente: GeoKLIMA

## Geografía

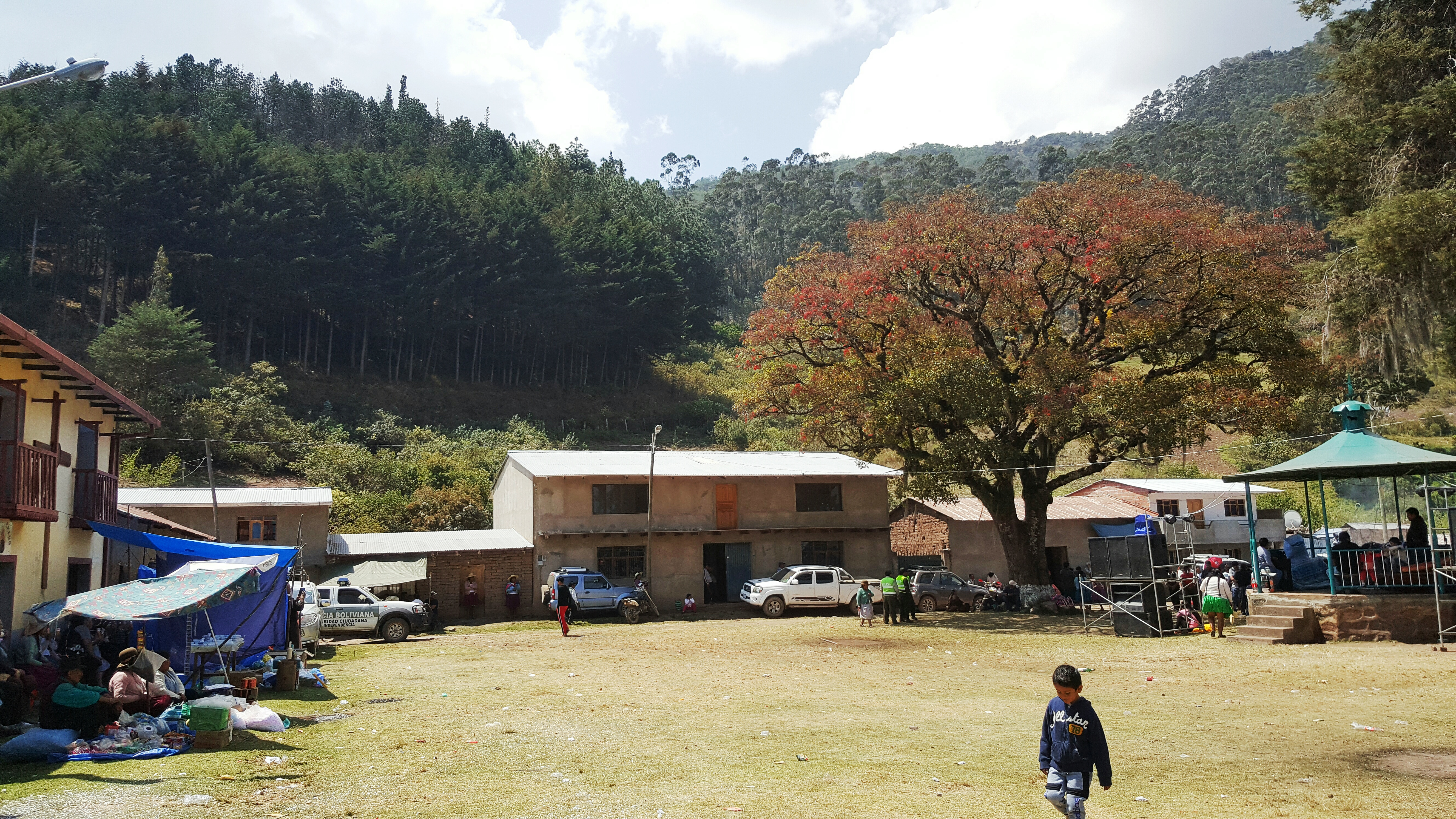
Plaza de la localidad de Machaca.

### Fisiografía
El área de Independencia pertenece al flanco oeste de la Cordillera Oriental, más propiamente en la cordillera de Mazo Cruz, esta región se caracteriza por presentar un relieve abrupto y valles profundos, con aspecto masivo y formas alargadas y, con pendientes escarpadas a lo largo de los valles principales, con cimas agudas a redondeadas, y formas irregulares. El relieve se haya controlado tanto tectónica y estructuralmente, como por la competencia de las rocas paleozoicas fundamentalmente, y su comportamiento ante procesos hídricos y glaciales.
El paisaje se caracteriza por presentar montañas y serranías, con alturas que pueden superar los 3.747 m s. n. m. y valles que se encuentran a 2.450 m s. n. m., en muchos casos estos valles se encuentran sobreimpuestos a fallas geológicas.

### Geomorfología
El paisaje fue modelado por la acción de agentes erosivos, la geoforma más sobresaliente es el valle fluvial de Palca, el cual tiene una dirección de flujo de Oeste a Noreste.
La población de Independencia se encuentra emplazada en una terraza aluvial antiguo, la misma fue formada por la disección del río Palca, Asimismo en los alrededores se observan depósitos coluvio fluviales de grandes extensiones. En los depósitos coluviales se puede observar también la presencia de geoformas de erosión en surcos y cárcavas reflejando gran actividad erosiva.
Además se asocian al río Palca quebradas profundas y juveniles, de aguas intermitentes. El río Palca se caracteriza por mostrar una estrecha llanura aluvial, pues pertenece a valles de juveniles, compone una red de diseño dendrítico regionalmente.
En las laderas de las serranías y colinas se pueden observar depósitos coluviales producto de la desintegración de rocas paleozoicas circundantes.

## Demografía
De acuerdo con el censo boliviano de 2024, la población del municipio de Independencia es de 21 717 habitantes.
La población del municipio disminuyó aproximadamente una cuarta parte entre 1992 y 2024:
| Año  | Habitantes (municipio) | Fuente |
| ---- | ---------------------- | ------ |
| 1992 | 28.548                 | Censo  |
| 2001 | 26.825                 | Censo  |
| 2012 | 23.535                 | Censo  |
| 2024 | 21.717                 | Censo  |

La población de la capital municipal, es decir de la localidad de Independencia, según estimaciones en el mes de septiembre de 2012, se ha obtenido un conteo de 4938 habitantes, de los cuales se distribuyen en 2472 varones y 2466 mujeres; existiendo un promedio de 5 miembros por familia y un total de 952 familias.

### Características socioculturales

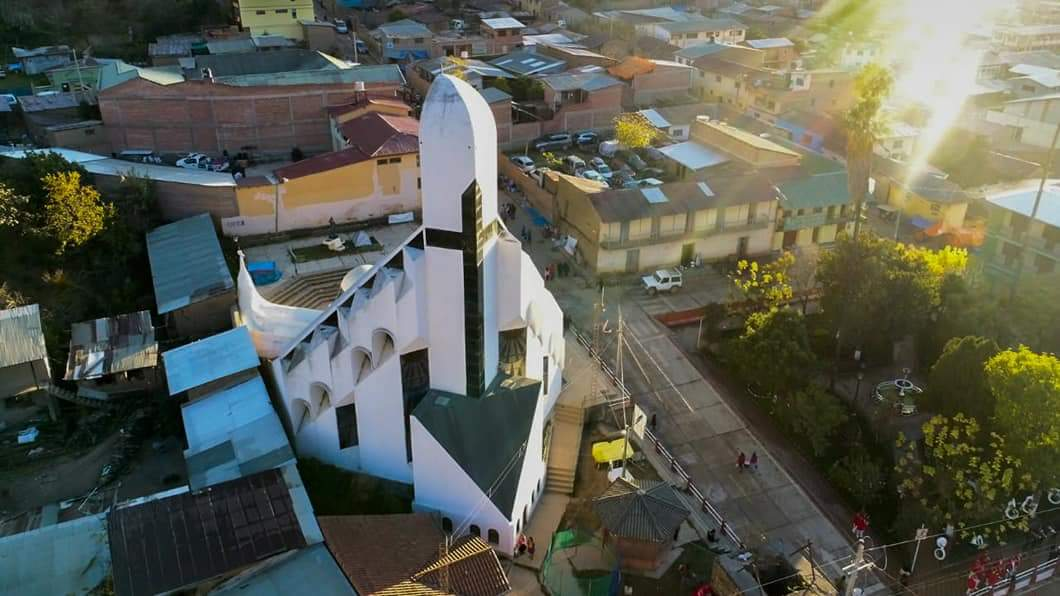
Vista de la iglesia de Independencia.

La población del municipio de Independencia, tiene sus orígenes en principio con habitantes aymaras, con la llegada de los quechuas se destruyen totalmente a estos y se implanta la cultura quechua, tal origen se refleja en sus costumbres, creencias, tradiciones, religión y formas de vida. Posteriormente ha tenido mucha influencia la llegada de los ex-hacendados españoles, vinculados a la cultura Virreinal del Perú, por tanto las comunidades rurales actualmente son originarias de la cultura aimara quechua - mestiza.
El idioma predominante es el quechua seguido por el aimara.Sin embargo, hay un porcentaje significativo de personas bilingües. También se han establecido familias que hablan aimara cerca del río Ayopaya, en el límite con el departamento de La Paz.
El habitante del área del proyecto tiene todavía un alto sentido del trabajo comunitario; en el que expresa en las diferentes organizaciones campesinas en las que participa activamente, como la mink´a,  ayni, etc. En cuanto a la familia, prevalecen formas ancestrales tales como “tantanacu” (concubinato), previo al establecimiento legal del matrimonio.
La religión católica se entremezcla con todo lo que representa la religiosidad ancestral, como la creencia en la Pachamama para la cual se realizan numerosos ritos y fiestas. En la celebración de las fiestas religiosas existe una mezcla entre las costumbres y prácticas ancestrales con la religión católica; persisten aún las ch’allas, la inauguración de obras de infraestructura o la adquisición de algún bien familiar), se venera a la Pachamama (madre tierra), se practican las misas de salud para dar prosperidad y larga vida.  
Las fiestas y rituales tienen mucha importancia en la vida social y económica de las comunidades, las cuales son oportunidades para confraternizar, estrechar vínculos de amistad, compartir, alegrarse, donde se práctica la reciprocidad y el encuentro.

## Actividades productivas
La principal actividad económica de los habitantes de la zona es la agricultura y en pequeña escala la pecuaria.
Entre los cultivos que están vinculados con las ferias provinciales y las de la ciudad de Cochabamba se tiene la papa, trigo, maíz, haba, oca, papa lisa y otros, siempre y cuando las condiciones de precipitación permitan una producción aceptable.
Los incrementos de la producción se han debido fundamentalmente, al mejoramiento de la tecnología actual en el manejo de la producción agrícola en general y al consiguiente crecimiento de las áreas dedicadas a la agricultura.
La crianza de animales es otro rubro de producción en la zona. El ganado ovino es considerado como el sustento, muy poco para el consumo y se vende solo lo necesario, el ganado porcino y las aves son dispuestos en esencia para la venta, salvo algunas excepciones, en cuanto a los bueyes, asnos y mulas son considerados animales de trabajo.
El municipio de Independencia es también una zona minera.

## Fuente
- Programa de Agua Potable y Saneamiento de Pequeñas Localidades y Comunidades Rurales de Bolivia. Desarrollado por el Gobierno Nacional en 2011-2012.
- Plan de Desarrollo Municipal